# Milán-San Remo 1985
La Milán-San Remo 1985 fue la 76.ª edición de la Milán-San Remo. La carrera se disputó el 16 de marzo de 1985, siendo el vencedor final el holandés Hennie Kuiper, que se impuso en solitario en la meta de Sanremo. 

## Clasificación final
| Posición | Ciclista           | Equipo                                       | Tiempo     |
| -------- | ------------------ | -------------------------------------------- | ---------- |
| 1        | Hennie Kuiper      | Verandalux-Dries-Rossin-Nissan               | 7h 36' 34" |
| 2        | Teun van Vliet     | Verandalux-Dries-Rossin-Nissan               | + 08"      |
| 3        | Silvano Riccò      | Dromedario-Alan                              | m. t.      |
| 4        | Eric Vanderaerden  | Panasonic - Raleigh                          | + 11"      |
| 5        | Giovanni Mantovani | Supermercati Brianzoli-Allegro-Wuerstel Ciao | m. t.      |
| 6        | Francis Castaing   | Peugeot-Shell-Michelin                       | m. t.      |
| 7        | Sean Kelly         | Skil-Sem-KAS-Miko                            | m. t.      |
| 8        | Urs Freuler        | Atala-Campagnolo                             | m. t.      |
| 9        | Steve Bauer        | La Vie Claire-Wonder-Radar                   | m. t.      |
| 10       | Etienne De Wilde   | Safir-Van de Ven-Colnago                     | m. t.      |